# 魔法咪路咪路角色列表
魔法咪路咪路角色列表基本上是對動畫魔法咪路咪路的登場人物做說明，但也有補充一些同名漫畫裡的角色和角色特質。

## 特徵
咪路一行人從精靈世界經過馬克杯來到人類世界（基本上，在人間修行完成的精靈不能再到人類世界）。如果馬克杯破裂的話就不能自由往返人類世界與精靈世界。它們愛吃的東西都是以甜點為主（除了亞美以外）。每一個精靈使用魔法時都會使用各自的樂器然後說出「（自己的名字前2字）X2 +(自己的名字)Depon！！」的咒語，三個字的是例如：亞西吉的是【亞西亞西亞西吉Depon！】。

## 與原作差異
- 原作人類變成的精靈造型為和普通精靈的相同的二頭身，與動畫版差異極大
- 原作人類在前往精靈世界時，是使用縮小魔法粉會前往，與動畫版變成精靈的方式不同。
- 精靈修行完成後必須回精靈世界的規定僅限為動畫原創。

## 主角群
咪路（配音員：小櫻悅子（日本）；錢欣（台灣）；吳小藝（香港））
樂器：沙鈴；甜點：巧克力，特別是巧克力雲（くもっちょ）；必殺技：屁拳；搭檔：南楓；召喚媒介：熱可可
本劇精靈第一男主角。初登場於第一季第1集。生日：3月10日
精靈世界的第一王子，身高10cm，體重為五個草莓。頭腦十分靈活、思慮清晰但個性倔強、頑固，同時也擁有無與倫比的好運氣。
莉露姆的未婚夫，但實際上因為莉露姆做的料理非常難吃的緣故，加上莉露姆的暴力形象，讓咪路時常很怕她，漫畫最後一集與莉露姆結婚。一開始心不甘情不願的來到人類世界，後來漸漸與搭檔南楓發展出深厚的默契且信任彼此。
通常不太關注南楓的戀愛但會在她陷入低潮時給與幫助和打氣。與搭檔單純橫衝直撞的個性相輔，咪路總是能依照情況做出判斷順利解決問題（有時也歸功與他的好運）。最喜歡吃各種巧克力跟巧克力雲（くもっちょ），每次都吵著南楓買巧克力給他。
曾經說過：「不管對方是神還是惡魔，我都不會把巧克力雲讓給他的！」對巧克力雲的熱愛可見一斑。有時會變成咪路阿姨的模樣做著料理，或是變成天使（咪路子）的模樣，做戀愛的小幫手。祖先的名字為咪路路。他非常害怕幽靈或鬼魂之類的東西（即第四季登場的貓熊達）。在第二季利用「黃金屁拳」第一次擊敗黑達克。在第三季最後，他通過收集齊水晶後的試煉，得到水晶的能量，但被魷魚師擄走，強迫帶到水晶樂園，幫助羽納芭樂園王國攻打欣林國。在第四季最後完成了他的修行，但是因為他在人類世界逗留，沒能及時趕回精靈世界，所以變成灰色兔子，並忘記一切，此事還令整個精靈世界感到不安。最後因為看到南楓吃晚餐時吃到咖哩塊太辣嘴巴噴火和南楓做了一件衣服給他，讓他想起第一集發生過類似的事，才恢復他的記憶後改變了精靈世界的規則，也就是修行完成的精靈，依然可以再到人類世界來。
咪路的樂器沙鈴曾經因為過度使用芝麻開門舞而壞掉，後來找樂器師傅拖魯修好了，並讓魔法的魔力變得更強大（實際上是蓋亞族為了消滅黑達克，而挑選出剛好住在人間的四位精靈之一）。沙鈴樂器中的是黃色的魔法，擁有現出東西的原形或是增加數量的魔力。不過和其他精靈和樂器產生共鳴的時候，就能使用組合魔法，兩人的組合魔法例如：和莉露姆的組合魔法，就是物品恢復組合，可以讓被破壞的物品恢復原狀；和亞西吉的組合魔法，就是增幅反射組合，對手發動攻擊時會被加倍反彈；和姆路的組合魔法，就是物品變精靈組合，可以將物品變成精靈，聽從施術者的一個命令。三人的組合魔法，即是四位精靈中其中三位的樂器引發共鳴，就能使另一位精靈變成黃金型態，擅長施展的魔法會變成彩色的魔法讓威力加強。最後四人共鳴的終極組合魔法，能讓沙織斷掉的長笛變成黃金長笛，同時在沙織吹奏出喚起人類世界善良之心的曲子而讓黑達克滅亡。
南楓（配音員：中原麻衣（日本）；龍顯蕙（台灣）；錢惠玲（香港））
本作人類第一女主角。初登場於第一季第1集。暱稱「小楓」。生日：9月20日，O型。
一位個性溫柔善良、活潑開朗、精力充沛、沒有心機的女孩子，留著一對雙馬尾，二年級時班級為二年六班，單戀結木攝已經一年，為了希望結木攝也能喜歡她而召喚了咪路。常常為了跟結木攝在一起而跟日高安純吵架，與日高安純為情敵。腦筋有一點不太靈光，有時也會偏往不正確的方向。喜歡的食物是奶油燉蔬菜。在第一季時通過蓋亞族的提示而得到樂器麥克風，使用時先說「咪路咪噗哩咕哩姆
」，再說「咪路，求求你......（願望） 」，可以增強咪路的魔法能量，後來為了幫助咪路他們（因為他們的樂器被惡魯莫團沒收，同時也令惡魯莫團勢力壯大）而得到一個馬克杯，可以自由往返精靈世界，但她因此必須每週六到精靈學校上課。麥克風最後因為拯救古代的精靈世界而犧牲了，精靈們為了紀念她，依照她的模樣做了一尊糖果女神像。第二季時由於無法自由前往精靈世界，因此獲得精靈學校的畢業證書，並擁有精靈手機作為畢業禮物，遇到麻煩的時候，使用時先說「call~call~精靈」可隨時聯絡精靈（經常聯絡咪路），不過精靈手機和一般人類手機一樣都是需要充電。雖然成績不是很好，但繪畫似乎不錯。在第三季時因為咪路貪吃巧克力，把靈魂賣給死神帝斯，差點死掉，但也蒐集到第六顆水晶。第四季時升上三年級，班級為三年三班，可惜跟結木攝已不同班（結木攝班級為三年五班），跟新登場的角色：住田光一同班。動畫版最後跟結木攝彼此告白成功，兩人終於正式成為情侶。 漫畫版差點無法直升高中部，後因為安純以考不到七十分就要抓咪路和亞西吉去沖馬桶之刑作為威脅，幫助了她順利直升。
莉露姆（配音員：麻績村真由子（日本）；雷碧文（台灣）；莎拉（香港））
樂器：鈴鼓；甜點：泡芙；必殺技：莉露姆連環拳；搭檔：結木攝；召喚媒介：牛奶
本劇精靈第一女主角。初登場於第一季第1集。生日：5月5日
咪路的未婚妻，非常喜歡咪路，天生力氣大（親屬多為如此），所以咪路他們有時會怕她。為了追尋咪路來到人類世界，在得知咪路的主人是南楓，南楓喜歡的人是結木攝後，選擇結木攝為主人，而結木攝時常也很照顧莉露姆。和南楓為同一陣線，也常常幫助亞美和帕比解決戀愛的問題及煩惱。
雖說個性相當努力，但因天生力大無窮且不擅長魔法，常常失敗或變出其他東西。做出來的料理都令人噁心，常逼咪路吃下去。身高為9.5cm，體重為四個草莓。漫畫最終回與咪路一起結婚。
莉露姆的樂器鈴鼓曾經因為過度使用芝麻開門舞而壞掉，後來找樂器師傅拖魯修好了，並讓魔法的魔力變得更強大（實際上是蓋亞族為了消滅黑達克，而挑選出剛好住在人間的四位精靈之一）。依附在鈴鼓樂器裡的是綠色魔法，可以改變東西的形狀或是將破壞的東西恢復原狀。不過和其他精靈和樂器產生共鳴的時候，就能使用組合魔法，兩人的組合魔法例如：和咪路的組合魔法，就是物品恢復組合，可以讓被破壞的物品恢復原狀；和亞西吉的組合魔法，就是融合組合，讓人或物與另外的人或物融合；和姆路的組合魔法，就是召喚組合，可以將特定的人或物移到他們所在的位置，有時有相反的效果。三人的組合魔法，即是四位精靈中其中三位的樂器引發共鳴，就能使另一位精靈變成黃金型態，擅長施展的魔法會變成彩色的魔法讓威力加強。最後四人共鳴的終極組合魔法，能讓沙織斷掉的長笛變成黃金長笛，同時在沙織吹奏出喚起人類世界善良之心的曲子而讓黑達克滅亡。
結木攝（配音員：德本恭敏（第一季–第三季）→浪川大輔（第四季）（日本）；吳文民（台灣）；陳廷軒（香港））
本劇人類第一男主角。初登場於第一季第1集。生日：11月23日，B型。
一位成績優秀的學生，擅長體育，喜愛閱讀，夢想成為小說家。個性溫和，一向待人相當的友善，但行事十分猶豫不決。喜歡的食物是味噌青花魚，討厭的食物是青椒（在動畫版中已經克服，但是在漫畫版並沒有表現出來）。每天上學與放學時都會閱讀，而莉露姆負責看路且配合的超好，例如;結木先生5秒後跳一下。二年級時班級為二年六班，一開始被南楓和日高安純每天黏著覺得兩個都很煩人，後來自從咪路等精靈陸續來到人類世界後經過日常生活，內心覺得過得很高興，在故事發展中一直對南楓有好感，但一直都沒有察觉自己真正的心意。第四季升上三年級、班級為三年五班、跟新登場的角色同時也是他的青梅竹馬：森下遙同班，某次因為在松竹島旅行時，獨自一人到懸崖邊思考自己的心意時，拿出南楓送他的石頭做成的項鍊（在咕嚕咪森林得到的），手滑不小心弄掉項鍊，為了撿項鍊而掉下懸崖，被森下遙所救、並想起年幼時兩人的告白約定（要永遠照顧森下遙）而拒絕南楓的心意，同時還把安純給甩掉。之後，森下遙在和結木攝交往時發覺他心裡仍然掛念著南楓，所以決定放手讓結木攝去追求南楓。分手後結木攝才真正醒悟自己真正喜欢的人是南枫，而不是青梅竹马的小遥。決定誠實地面对自己的感情，動畫版最後跟南楓彼此告白成功，兩人終於正式成為情侶。
亞西吉（配音員：鈴木晶子 （日本）姚敏敏（第一季–第三季）→馮嘉德（第四季）（台灣）；姜麗儀（香港））
樂器：三角鐵；甜點：黑糖酥(花林糖)；搭檔：日高安純；召喚媒介：麥茶
本劇精靈男主角之一。初登場於第一季第2集。生日：10月4日
咪路的勁敵，但每次都被咪路打敗。雖然兩人為勁敵，但其實心裡把咪路當成好朋友，不希望咪路敗在其他人的手上，對他來說靠自己親手打敗咪路才是最好的願望。如遇上大危機仍會一起聯手。
個性好色，最喜歡女生的內褲，尤其是日高安純，曾表示夢想是開一間內褲美術館。 漫畫雖被其他精靈忍者（包括他自己）認為是三流，但毫不在意，擅長使用飛鏢、龍捲風和鐵頭功，同時也頗講義氣，對能收到沙西凱和漢吉這兩個徒弟感到開心，也是兩人將認他為大哥的原因。有一個表妹叫亞美，並當成親妹妹看待，原本因為人類世界有許多危險性而拒絕收留亞美當徒弟，後來在莉露姆的幫助下，逐漸接受收下亞美為徒弟。
安純的精靈搭檔，但其實為奴隸，每天都要幫安純打掃家裡。非常害怕安純生氣（她常常威脅要把他沖到馬桶去），但後來也習慣了每天幫安純做家事的生活。 曾是惡魯莫團的實習幹部，但在第二季中，被惡魯莫團受黑達克和阿克米的命令被迫攻擊學校人類，最終因為不忍心傷害日高安純而背叛惡魯莫團。動畫版自稱為「在下」，漫畫版自稱為「劣者」。祖先的名字為懮西吉。
亞西吉的樂器三角鐵曾經因為過度使用芝麻開門舞而壞掉，後來找樂器師傅拖魯修好了，並讓魔法的魔力變得更強大（實際上是蓋亞族為了消滅黑達克，而挑選出剛好住在人間的四位精靈之一）。依附在三角鐵裡的是橘色的魔法，在移動及銷毀事物上可以發揮巨大的魔力。不過和其他精靈和樂器產生共鳴的時候，就能使用組合魔法，兩人的組合魔法例如：和咪路的組合魔法，就是增幅反射組合，對手發動攻擊時會被加倍反彈；和莉露姆的組合魔法，就是融合組合，讓人或物與另外的人或物融合；和姆路的組合魔法，就是透明穿牆組合，包含自己在內，施展的對象會變的暫時看不到，同時也可以穿透牆壁。三人的組合魔法，即是四位精靈中其中三位的樂器引發共鳴，就能使另一位精靈變成黃金型態，擅長施展的魔法會變成彩色的魔法讓威力加強。最後四人共鳴的終極組合魔法，能讓沙織斷掉的長笛變成黃金長笛，同時在沙織吹奏出喚起人類世界善良之心的曲子而讓黑達克滅亡。
日高安純（配音員：一美（日本）；劉如蘋（台灣）；張雪儀（香港））
本劇人類第二女主角。初登場於第一季第1集。生日：11月11日，AB型。
轉學到二年六班的南楓跟結木攝班上的女學生，性格有些自戀。打從轉進來開始就已經看上結木攝，南楓的戀愛情敵，一直使用各種手段干擾南楓，但她對第四季才出現的森下遙完全沒輒。為了排除南枫和結木摄的關係而召喚亞西吉，但如有除南楓以外的女性企圖接近結木攝，她就會短暫跟南楓合作，也認定南楓是她最好的對手。
性格相當兇暴，生氣起來恐怖至極，常常對亞西吉動粗（甚至恐嚇要把他沖到馬桶去），令亞西吉非常怕她，惡魯莫團也都叫她「恰北北」。不過內心也很在意亞西吉。
一聽到南楓或結木攝的消息絕對過耳不忘，似乎有順風耳。
喜歡職業摔角，擅長使用摔角技巧對付南楓。有一個弟弟名叫日高瑞希。第四季升上三年級、班級為三年四班，與松竹同班。
動畫版最後南楓跟結木攝正式結為情侶時獨自一人默默離開，一個人跑到河堤發呆。在亞西吉對自己施下讓自己石化的魔法後，沙西凱與漢吉表示只有願望能解除石化，她因此就許下了把亞西吉解除石化的願望，因為要是沒有他就沒人能幫她打掃家裡，不過經過此事後她的鬥志也回來了。 漫畫版在南楓跟結木攝結為情侶後，基本已經放棄爭奪結木攝，並協助南楓念書讓她直升高中部。
漫畫版和動畫版的頭髮的顏色並不相同（漫畫版：紅色、動畫版：黑色）。漫畫版在小二的時候就有男朋友，但因被亞西吉破壞而無濟而終。
姆路（配音員：釘宮理惠（日本）；姚敏敏（第一季–第三季）→馮嘉德（第四季）（台灣）；張雪儀（香港））
樂器：小鼓；甜點：棉花糖；必殺技：姆路電擊光（漫畫：觸角光束）；搭檔：松竹香；召喚媒介：番茄汁
本劇精靈男主角之一。初登場於第一季第7集。生日：2月25日
咪路的弟弟，精靈世界的的第二王子。喜歡在別人面前裝可愛，但心地很陰險。身高為8cm。雖然是松竹的搭檔，但總是站在南楓這邊。漫畫版說過南楓是他喜歡的類型。祖先的名字為姆路路。每次跟帕比見面都會吵架，不過內心其實很在意帕比，曾經和安璐瑪訂婚時，為了帕比而中途取消婚約。
姆路的樂器小鼓曾經因為過度使用芝麻開門舞而壞掉，後來找樂器師傅拖魯修好了，並讓魔法的魔力變得更強大（實際上是蓋亞族為了消滅黑達克，而挑選出剛好住在人間的四位精靈之一）。依附在小鼓裡的是粉紅色魔法，擁有將人類像玩偶般指揮以及透視人心和牆壁的魔力。不過和其他精靈和樂器產生共鳴的時候，就能使用組合魔法，兩人的組合魔法例如：和咪路的組合魔法，就是物品變精靈組合，可以將物品變成精靈，聽從施術者的一個命令；和莉露姆的組合魔法，就是召喚組合，可以將特定的人或物移到他們所在的位置，有時有相反的效果；和亞西吉的組合魔法，就是透明穿牆組合，包含自己在內，施展的對象會變的暫時看不到，同時也可以穿透牆壁。三人的組合魔法，即是四位精靈中其中三位的樂器引發共鳴，就能使另一位精靈變成黃金型態，擅長施展的魔法會變成彩色的魔法讓威力加強。最後四人共鳴的終極組合魔法，能讓沙織斷掉的長笛變成黃金長笛，同時在沙織吹奏出喚起人類世界善良之心的曲子而讓黑達克滅亡。
松竹香（配音員：保志總一朗（日本）；李景唐（台灣）；伍博民（香港））
本劇人類第二男主角。初登場於第一季第9集。生日：1月1日，O型。
松竹集團的大少爺。個性溫和有禮，也相當開朗，抗壓性非常低且很愛哭，遇到危機都叫平井救他，是個膽小鬼。二年級時班級為二年一班，在學校非常受到女孩子們的歡迎，但只對南楓有好感，不過每次對她所做的追求總是失敗。討厭的飲料是番茄汁。家境富裕，自家的松竹集團是多角化經營各式各樣產業的跨國企業，甚至已發展到外太空。全國加起來有二十多棟別墅，放假時經常會邀請大家去渡假。年幼時答應過梅園桃會永遠保護她，因此不會讓小桃遇上危險。每當南楓拒絕他的時候，他就會變得像老頭子一樣，但一兩天恢復。第四季升上三年級、班級為三年四班，與安純同班，每次常要平井幫他甩掉老是對他死纏爛打的女孩子們，而這些女孩子們也全都跟他同班。動畫版最後南楓跟結木攝正式結為情侶，雖然他一時變得失魂落魄，可是鬥志卻瞬間回來了，仍然想繼續獲得南楓的芳心。

## 次要角色

### 全系列登場角色
沙西凱（配音員：熊井統子（日本）；雷碧文（台灣）；莎拉（香港））
樂器：鐵琴
亞西吉的部下。姆路的同班同學，外表相當普通，但是常常在緊要關頭緊張。初登場於第一季第8集。喜歡亞美，但不敢跟她表白。好朋友是漢吉，與漢吉被亞美稱呼為「學長」。
常在安純家逗留，也得跟亞西吉一起打掃家裡。當然也很懼怕安純，原因就是安純恐嚇要把他與漢吉跟著亞西吉一起沖到馬桶去。
漫畫版曾透漏過往在其他精靈忍者門下擔任學徒時常被嫌棄甚至是被逐出師門，後來與漢吉改拜亞西吉為師，而亞西吉完全不嫌棄他們的態度也讓他重使了信心，也讓兩人決定一生都要拜亞西吉為大哥。
漢吉（配音員：下屋則子（日本）；龍顯蕙（台灣）;錢惠玲（香港））
樂器：木琴
亞西吉的部下。姆路的同班同學，腦筋稍微遲鈍，說話、做事都很慢，有點呆呆地，但擅長繞口令，不太會跳繩。初登場於第一季第8集。好朋友是沙西凱，與沙西凱被亞美稱呼為「學長」。常在安純家逗留，也得跟亞西吉一起打掃家裡。當然也很懼怕安純，原因就是安純恐嚇要把他與沙西凱跟著亞西吉一起沖到馬桶去。 漫畫版漫畫版曾透漏過往在其他精靈忍者門下擔任學徒時常被嫌棄甚至是被逐出師門，後來與沙西凱改拜亞西吉為師，而亞西吉完全不嫌棄他們的態度也讓他重使了信心，也讓兩人決定一生都要拜亞西吉為大哥。
惡魯莫團
樂器：三味線
- 由一郎、二郎、三郎、四郎、五郎組成的兄弟五人組。初登場於第一季第15集，在漫畫版中沒有登場。為邪惡地下組織，黑達克的部下，由於比阿克米慢一步去黑達克封印的洞穴，所以阿克米為他們的「上司」，而阿克米非常瞧不起他們，她認為他們都是笨蛋。
- 總是計畫打倒咪路王國，由於他們太蠢又只會幹出小家子氣的惡作劇，每次都以失敗收場。
- 他們非常懼怕安純，但因為亞西吉住在安純家的緣故又經常想以安純家為基地。額頭上的黑色星星是黑達克賜予的。黑達克滅亡後，黑色星星也隨之消失，但是之後卻獨自畫上去。
- 最後咪路在人類世界修行完要回去之前，因為他們的嘲弄，而讓咪路趕不及回精靈世界。

一郎：伊藤健太郎（日本）；吳文民（台灣）；陳廷軒(香港) 
- 惡魯莫團的領導者，所以代號為一號，顏色為紅色，眉毛是五人中最粗的。
- 在加入惡魯莫團前從事送餐行業，惡魯莫團解散後則經營蔬菜屋，也曾經因為愛上莉路姆的表姊悠琳而二度退出惡魯莫團。

二郎：杉山育美（日本）；龍顯蕙（台灣）；盧傑群(香港) 
- 代號二號，顏色為藍色，帶著單片眼鏡，自稱惡魯莫團中的頭腦派，但也是其他成員都很笨才凸顯了他比較聰明。
- 在加入惡魯莫團前是精靈界的大富翁，惡魯莫團解散後則回歸自己的大宅生活。

三郎：村井每早（日本）；雷碧文（台灣）；莎拉(香港) 
- 代號三號，顏色為綠色，五人中的大力士。
- 在加入惡魯莫團前為建築工人，惡魯莫團解散後則經營起搬家公司。

四郎：小河正史（第一季–第三季）→太田哲治（第四季）（日本）；李景唐（台灣）；伍博民(香港)
- 代號四號，顏色為粉紅色，有著棕色的粗眉毛，也是五人中最年輕的。
- 在加入惡魯莫團前已成為人氣歌手為目標，惡魯莫團解散後則回歸本業。

五郎：一美（日本）；姚敏敏（第一季–第三季）→馮嘉德（第四季）（台灣）;張雪儀(香港) 
- 代號五號，顏色為黃色，個性天然呆，也是惡魯莫團中主要負責掌廚的
- 在加入惡魯莫團前為蒙面摔跤手，惡魯莫團解散後則擔任占卜師，但結果非常不準。

亞美（配音員：村井每早（日本）；劉如蘋（台灣）;張雪儀(香港)）
樂器：陶笛；不能吃甜點；必殺技：亞美破轉彈；搭檔：梅園桃；召喚媒介：抹茶
本劇唯一的精靈女忍者。初登場於第二季第20集。亞西吉的表妹，忍鏢的妹妹，非常喜歡亞西吉，稱呼他「亞西吉哥哥」，一直想成為亞西吉的徒弟而不顧親哥哥忍鏢的反對，和梅園桃成為搭檔後，也跟隨亞西吉成為其部下。當初卡巴巴為亞美找到一個100％相配的大學生搭檔，但由於甜夢夢的失誤，因此就陰錯陽差成為梅園桃的搭檔。吃甜食時擁有全劇最強的戰鬥力，一開始會有陶醉感，後來會失控似的大鬧一番，醒來以後才發覺周圍變得亂七八糟。曾經被黑達克附身，但她並不知覺。常常用忍術，她的忍術實力非常強悍，甚至在亞西吉之上，但一開始對魔法不太在行。和哥哥忍鏢一樣有口癖（但音節不太一樣）。十分珍惜亞西吉所給的手裏劍。
梅園桃（配音員：下屋則子（日本）；錢欣（台灣））
梅園集團的千金大小姐，初登場於第二季第16集，為人任性。該集團同樣也是多角化經營各式各樣產業的跨國企業，跟松竹集團齊名，亦為其在全球市場的競爭對手。
和松竹從小就認識，當時松竹還約定好要永遠保護她，所以非常喜歡松竹，稱呼他「香哥哥」。為了接近松竹，常撮合星野和平井在一起。常常叫南楓歐巴桑。喜歡抹茶。她雖然常常責罵亞美，但其實非常疼愛亞美。對名貴陶器（古瀨戶、古唐津等）有豐富的認知。身邊有與松竹防衛隊類似的梅園防衛隊，不過不一樣的是成員全都為女性。
帕比（配音員：間宮くるみ（日本）；龍顯蕙（台灣）;姜麗儀(香港)）
樂器：手搖鈴；甜點：糖果；搭檔：住田光一（第四季）；召喚媒介：草莓牛奶
初登場於第一季第28集。第四季起為精靈女主角之一。生日：8月3日
姆路在精靈學校的同班同學，喜歡姆路，但個性相當不坦率，加上嘴巴賤，每次見面一定會跟姆路吵架。第四季時為了姆路而搬到人類世界，並選擇住田光一作為主人。
平井（配音員：伊藤健太郎（日本）；吳文民（台灣）; 盧傑群(香港)）
松竹家的管家，松竹防衛隊的隊長。初登場於第一季第9集。不管松竹到哪裡去他都會在身邊，就算犧牲自己也在所不辭。保鑣訓練學校（簡稱保學校）畢業。擁有各行各業的執照。其實喜歡星野，但不敢承認。漫畫版曾被南楓等人實驗是否能成為日高安純的男友，雖然最後失敗了，但在日高安純提出分手後才發現他墨鏡底下是名俊男，讓她後悔不已。
星野（配音員：橘U子（日本）；雷碧文（台灣）;莎拉(香港)）
梅園家的管家，梅園防衛隊的隊長。初登場於第二季第16集。不管小桃到哪裡去她都會在身邊，就算犧牲自己也在所不辭。保鑣訓練學校（簡稱保學校）畢業，跟平井同梯受訓，兩人在學生時期就已是競爭對手。其實喜歡平井，但不敢承認。
城戶悅美（配音員：比嘉久美子（日本）；姚敏敏（第一季–第三季）→馮嘉德（第四季）（台灣）；莎拉（香港））
南楓的好友，一直以來鼓勵並支持南楓向結木攝表白。初登場於第一季第1集。二年六班排球隊的隊長，曾帶領班上贏得第二名。喜歡同班的神名一，但老是跟他打情罵俏。討厭老鼠等小動物。由漫畫中南楓所言可知她成績很好，順帶一題她爺爺是做煙火的大師。
日高瑞希（配音員：進藤こころ（日本）；雷碧文（台灣））
安純的弟弟。不可思議研究社（B·K·C）的隊長。初登場於第二季第3集。熱愛幽浮、鬼魂、超能力等超自然現象，現今開始研究在姊姊安純身邊的「幽靈」，以為她被幽靈附身。
土田老師（配音員：土田大（日本）；李景唐（台灣））
南楓班上的班導師。初登場於第一季第1集。第二季時將桐生拓海視為勁敵，因為全被他搶盡風頭。原本在第二季時有養狗，但在第四季時卻開始飼養米耳兔（雄性），還要班上同學幫忙餵食。

## Golden篇（第二季）登場角色
阿克米（配音員：千葉千惠巳（日本）；龍顯蕙（台灣）；莎拉（香港））
樂器：月琴；甜點：牛奶糖；搭檔：江口沙織（第三季）；召喚媒介：柳橙汁
第二季精靈女主角之一。
初登場於第一季第50集。原本喜歡米蘭。一開始誤闖封印黑達克的洞穴，之後被黑達克給迷住瘋狂的喜歡他，成為黑達克的部下並幫他解除封印。之所以把時間寶貝球交給惡魯莫團，是要他們把它弄壞讓時間停住以方便做事。嘴巴很壞且不服輸，而有時候會口是心非，魔法實力十分強勁與咪路不相上下。雖然本身看起來不和悅，其實是個性相當和善的精靈，曾在某個電玩遊戲幫助咪路等人，也曾跟莉露姆一起合作烹飪。第二季後期，黑達克滅亡後開始性轉成為沙織的精靈搭檔（詳細經過在第三季），去德國之前也為了過去對南楓的所作所為道歉。第三季於德國再度出現，但是跟沙織卻個性不合，沙織每次找她一起去上學或是去看演奏會她都不願意，一直獨自跑出去玩，原來是因為對自己曾經是黑達克的部下感到非常自責，最後在咪路等人的幫助下跟沙織重新合好，還蒐集到第二顆水晶。第四季時出現在長笛演奏會廣告上。
阿克米似乎是來自於精靈魔法師家族的後代子孫，所以才有一般的精靈所沒有的魔毯。而且比其他的精靈還懂得更多的魔法，有時還會畫一些魔法陣，而在電玩遊戲中的時侯也只有她才能使用魔法。也許是因為如此，所以黑達克才會讓她成為他的手下。而且就連瑪魯莫國王似乎也對她十分忌憚，她原本在月琴樂器裡面的魔法是（紫色魔法）。
江口沙織（配音員：早水理沙（日本）；姚敏敏（台灣）；莎拉（香港））
第二季人類女主角之一。生日：9月24日
初登場於第二季第2集。轉學到南楓學校的天才長笛演奏家，由於被黑達克所控制所以不需要有精靈搭檔就可以看到精靈。對戀愛沒有興趣，聽到戀愛的話題時會打大噴嚏。
原本是個冷靜沉默的少女，第一次打敗黑達克後個性變得開朗，還變的有點有趣，最有趣的是東西只要一丟就會飄著過去到一定的地方而立刻掉落。在第一次打敗黑達克後喜歡黑達克所偽裝的桐生老師。她的長笛在最後因為吹奏出喚起人類世界善良之心的曲子成功消滅黑達克，但由於不再被黑達克所控制而無法看見精靈，直到自從阿克米成為她的搭檔後便能再度看見精靈，最後被真正的桐生老師邀請去德國的音樂學院留學並教授長笛。第三季於德國再度出現。第四季出現在長笛演奏會廣告上。
黑達克（配音員：小杉十郎太（日本）；李景唐（台灣）；陳廷軒（香港））
動畫：
第二季終極敵人。初登場於第二季第1集。是人們痛苦、悲傷、憂慮、憤怒的結晶，外號「邪惡的化身」，可說是精靈世界的邪神，外貌為吸血鬼的模樣，被蓋亞族視為宿敵，外表是一道黑影，看起來冷酷、有時很搞笑。
起初打算毀滅精靈世界，曾在很久以前和蓋亞族大戰過，結果被蓋亞族打敗並被封印。之後吸引阿克米前去他的洞穴，授予她一部分自身能量讓她成為他的部下，並利用她解除封印（在同一時間，他也讓惡魯莫團成為他的部下）。封印解除後逃向人類世界並潛伏在沙織家裡的鏡子（其實還可以藉由人類世界裡所有會反射光芒的東西跟部下們聯繫），目標地點也轉為對人類世界破壞與絕望，並利用江口沙織的長笛表演收集能量，因此江口沙織、阿克米與惡魯莫團等人都是被他利用的工具。剛開始命令阿克米與惡魯莫團打倒被蓋亞族挑選上的精靈四勇者（咪路、莉露姆、姆路、亞西吉），之後把目標轉向南楓（並派遣新收的部下瑞特），因為她的善良是阻礙自己復活之路的最大威脅。第一次咪路他們靠著蓋亞族的指示打敗並再度封印黑達克，但是在封印前，他把部分能量留在亞美的身上，因此不算完全被封印藉此逃過一劫，之後繼續策劃復活的時機。等到世界音樂祭終於甦醒並在人類世界造成一個超級巨大的精靈黑洞以企圖毀滅精靈世界還企圖攻擊南楓一行人，最後在咪路、莉露姆、姆路、亞西吉四人的樂器一起共鳴產生終極組合魔法，讓沙織斷掉的長笛變成黃金長笛，同時在沙織吹奏出喚起人類世界善良之心的曲子而滅亡。
漫畫：
動畫版跟漫畫版的外型並不相同。漫畫版未復活時的外形看起來像一個小黑洞，被咪路稱為：「黑色綠藻球(綠藻球：一種生活在湖里的生物，圓圓的)。」復活後的樣子被咪路他們嘲笑：看起來好平凡喔...。他在漫畫版裡操縱星野銀河，最後他被得到小楓力量的咪路用亮晶晶屁拳打敗。亞西吉的師父是黑達克的部下。
忍鏢／瑞特（配音員：愛河里花子（日本）；錢欣／雷碧文（台灣））
樂器：海螺／捲軸自動槍
亞西吉的表弟，亞美的哥哥，愛耍小聰明，初登場於第一季第38集，老是喜歡取笑亞西吉，讓亞西吉非常討厭，還有一個原因是他都不去上學、一直獨自在外流浪修煉，跟亞西吉也非常合不來，是亞西吉除了咪路以外的另一個勁敵。對忍術非常在行（擁有苦無、曾用它刺中黑達克），實力在亞西吉之上，曾打敗過咪路。常常會發出「哼哼哼嗯哼」的口癖。在第二季時因為妹妹亞美被黑達克給寄身的緣故，為了拯救亞美而化名為瑞特成為黑達克新收的部下，初期還經常被人誤叫成「納豆」，並且開始使用一枝卷軸自動槍施魔法。拯救亞美後立即幫助咪路一行人打倒黑達克，最後亞美與梅園桃目送沙織離開日本時希望亞美能跟在亞西吉身邊好好修行就獨自離去。第三季再次登場企圖帶走亞美，因為他覺得在亞西吉身邊學不到什麼，後來在亞美、沙西凱、漢吉的計畫下組成魔鬼忍者，和亞西吉被宣戰，最後和亞西吉聯手與魔鬼美（實際為亞美假扮）決戰時，因為曾一度陷入苦戰，因此認同亞美，並打消帶走的念頭。
桐生拓海（配音員：神谷浩史（日本）；李景唐（台灣）；陳廷軒（香港））
沙織以前的長笛老師。第二季咪路成功封印黑達克之後，黑達克偽裝成沙織幼時記憶中的桐生老師的模樣，到南楓的學校任教。黑達克所偽裝的桐生老師與真正的桐生老師一樣，粗枝大葉，走路時不時會跌倒。本人初登場在世界音樂季，容貌看起來比黑達克創造出來的樣子還要老。最後將沙織帶去德國的音樂學院。

## Wonderful篇（第三季）登場角色
章魚師（配音員：（日本）；雷碧文（台灣）；莎拉（香港））
第三季機器人男主角之一。
羽納芭樂園王國的機器人，遭淘汰的章魚型機器人中僅存的兩隻之一。全名為「章章羅利千千羅倫魚洛魚洛霸可路路布史鐵可鐵多多可比師864號」，簡稱「章魚師864號」，奉命到人類世界搜集水晶。因緣際會來到南楓家，被咪路視為最重要的朋友。因為是機器人，修理及改造的技術不錯，東西是從嘴巴裡吐出來的，和哆啦A夢一樣以食物作為能量來源。最後成為水晶樂園的國王。
後於第四季再度登場，已成為一國之君的他每日國事繁忙，他主要是接獲了咪路的電話，來到人類世界引出大海裡的一隻活章魚。
魷魚師（配音員：岡野浩介（日本）；吳文民（台灣））
羽納芭樂園王國的機器人，全名為「魷那魷那索內索內卡爾波那魚貝斯卡多拉司拉司拉獅荷羅荷羅比291號」，簡稱「魷魚師291號」，奉命監督章魚師。魷魚型機器人中性能最好的一隻，顏色和其他魷魚不一樣，是紫色(其他魷魚是綠色)。他也是所有魷魚中最晚出生的。年紀最小的一隻，很愛捉弄人。非常瞧不起章魚師。（就像帕瓦A夢瞧不起哆啦A夢一樣！）但章魚師好像還是盡量對魷魚師他（好一點？！）的樣子，有一集魷魚師他的耳朵有點壞掉了章魚師還有幫他修理的樣子。出場時會說「aloha」問好。東西是從帽子裡拿出來的。和敵方維持非敵非友的關係。很喜歡女孩子，會用誇張的言語、動作、表情來表現。最後成為水晶樂園的大臣。
花子（配音員：姚敏敏（台灣））
羽納芭樂園王國的機器人，代號「章魚師875號」，（不知道她是不是最後才出來的一隻，最小的章魚。）章魚師的女朋友。遭淘汰的章魚型機器人中僅存的兩隻之一。她被兔子軍團破壞之後，兔子收集他的殘骸做成一隻大獅子，幫助欣林國攻打羽納芭樂園王國，最後因水晶的力量復活，成為水晶樂園的皇后。

#### 
瑪琳（配音員：（日本）；劉如蘋（台灣））
的海之國–羽納芭樂園王國的公主。沒有通過水晶的七個試鍊而被封在水晶裡。和欣林國正在對立，並企圖用水晶的力量攻打欣林國。最後與霍雷王子相戀。
霍雷（配音員：阪口大助）
的森之國–欣林王國的王子。似乎和瑪琳女王早就認識。和羽納芭樂園王國正在對立。被南楓稱為禍水王子。最後與瑪琳女王相戀。
（配音員：納谷六朗）
的精靈，負責水晶的七個試煉。外表長的像栗子。

的機器人，屬家務型的松鼠機器人，曾經誘騙咪路一行人放棄水晶，被咪路識破。
兔子（配音員：下山吉光、仁科洋平、西本理一）
的機器人，屬戰鬥型的兔子機器人，脖子大多戴著藍色圍巾，紅、綠、黃色圍巾的三隻似乎是領隊。外表看起來很可愛，其實不擇手段，心腸狠毒。第一次出現就搶走主角們的水晶，還打壞了章魚師。

#### 外星人
米沙魯、梅拉可（配音員：石原繪里子、こおろぎさとみ）
大熊星座第七星系的外星人。為了尋找寵物帕奇而離家出走，沒想到他們的寵物就是魷魚師？
利傑路（配音員：西村千奈美）
獅子星座第六星系的銀河巡防隊隊員。
丹尼布（配音員：神代知衣）
獅子星座第六星系的銀河巡防隊隊員。

## Charming篇（第四季）登場角色
住田光一（配音員：吉野裕行（日本）；吳文民（台灣））
第四季人類男主角之一，生日：6月20日。
從一年級開始就單戀南楓，在第四季時跟南楓同班，沒多久帕比就成了他的精靈搭檔。在游泳比賽過後轉為守護並支持南楓、也了解南楓早已有心上人結木攝。性格相當和善，運動神經非常好。有一對雙胞胎妹妹。每次都被帕比說不夠積極。和咪路一樣喜歡吃巧克力雲，也曾指導他巧克力雲的各種吃法。在安純的好男孩名單中排行等級A。動畫版最後確認南楓跟結木攝正式結為情侶後準備踏上回家的道路，沿途跟森下遙敘舊，並且當面送給她巧克力雲，同時逐漸開始喜欢森下遥。完結篇繼續努力練習跳高，成績破以往的紀錄，森下遙亦前來觀看。
貓熊達（配音員：高木禮子（日本）；劉如蘋（台灣））
樂器：烏克麗麗；搭檔：森下遙；召喚媒介：活章魚
第四季精靈男主角之一。
漫畫版名為熊喵。身體很差，在第一次見到森下遙時立即病逝。漫畫版是對安純一見鍾情。後來在人類世界逗留，不想去天國，遇見咪路後喜歡和咪路一起玩，但因為是幽靈、而且還會在他面前裝神弄鬼使得咪路非常怕他。到了天國之後生活變得很無聊，就決定成為森下遙的精靈搭檔。魔法是附身在其他東西上的能力。
森下遙（配音員：雪野五月（日本）；錢欣（台灣）；張雪儀（香港））
第四季人類女主角之一，暱稱「小遙」，生日：4月8日。
轉學到結木攝班上的女學生，是結木攝的青梅竹馬，年幼時就和結木攝非常要好。和南楓一樣是漫畫迷，夢想是成為漫畫家，常要南楓給她意見。不過只要是內容有趣的書，不管是小說還是漫畫她都喜歡看，也把那些漫畫推薦給南楓。常將生活當中發生的事物作為漫畫題材。她對自己的理想很堅持，曾說過：「人應該勇敢追求自己的夢想，我就算失去信心的時候，也還會相信自己的夢想，願意繼續努力。」個性雖然和善，但是生氣時比安純還可怕、結木攝一直以來最怕的就是她生氣。和安純的競賽也從沒有輸過。一直以來支持南楓跟結木攝交往，但是自從發現自己也很喜歡結木攝時一度跟南楓為敵。跟結木攝交往了一段時間後，發現自己跟結木攝在一起時並不是她想像中的那麼快樂，也發現結木攝內心依舊掛念著南楓，因此決定跟結木攝分手，放手讓他去追求南楓。動畫版最後確認南楓跟結木攝正式結為情侶後準備踏上回家的道路，沿途跟住田敘舊，並且接收他送的巧克力雲，同時逐漸開始喜欢住田。完結篇有跟住田的兩個妹妹一起觀賞他的跳高練習，還出版了漫畫書「魔法貓熊Depon」，也讓她在發表會上榮獲新人漫畫獎。
久米田 邦男（配音員：太田哲治（日本）；吳文民（台灣））
「歐恰恰週刊」的攝影記者。把安純做為模特兒一直拍照片，害安純不能跟結木攝在一起，但是當安純發現她自己不再是模特兒的時候非常生氣。被安純稱作「久米田領帶男」。

## 精靈王國
瑪魯莫（配音員：中博史（日本）吳文民（台灣））；盧傑群（香港））
樂器：大鼓
咪路跟姆路的爸爸，精靈世界的國王。個性跟咪路一樣任性、頑固。在待遇方面，是全劇除主角群四個以外唯一有跳舞施法動畫的精靈，魔法的顏色是紅+黃+綠+藍+紫，實力之強甚至贏過拿到新樂器（換新動畫）的咪路；惡魯莫團十分畏懼他，連阿克米都能吊起來打，戰鬥力幾乎是精靈世界除了蓋亞族以外的頂點。年輕時即在玫瑰花田看上莎莉雅。代表物是紅磚。
莎莉雅（配音員：（日本）雷碧文（台灣）；姜麗儀（香港））
樂器：豎琴
咪路跟姆路的媽媽，精靈世界的皇后。經常和藹的微笑，不過生氣起來的話非常可怕，會產生莎莉雅暴風雨，有地震、烏雲密佈和打雷的效果，但只會對瑪魯莫發怒。代表物是愛心。曾得過打嗝病。
芭拉路（配音員：京田尚子（日本）；劉如蘋（台灣））
樂器：二胡
咪路跟姆路的奶奶，精靈世界的太后。討厭人類，因為年輕時曾有一次來到人類世界修行、在人類世界裡感覺人類太粗魯，但是見識到南楓的善良之後完全改觀。個性非常頑固，這還是她人生的座右銘。被咪路叫作「芭下去」。
大臣（配音員：樫井笙人（日本）；李景唐（台灣））
王國的大臣。在瑪魯莫年幼時就開始服侍著皇室，代表物是梅花。
老醫生（配音員：平野俊隆（日本）；吳文民（台灣））
樂器：大號角
王國的御用醫生，有時講話會突然說很快，而且眼睛張很大（有如驚嚇）。
迪佳（配音員：彌永和子（日本）；劉如蘋（台灣））
樂器：薩克斯風
王國的御用家庭教師，受瑪魯莫國王之託對咪路進行嚴厲的訓練，藉此把他訓練成下任國王。
由於其家族世代都擔任此一職務，所以對不肯學習的學生有各種應付辦法，據本人表示將童年時的瑪魯莫國王訓練為現任一國之君的即是其父。本身受過專業訓練，因此其魔法亦不輸給皇室成員。
士兵
樂器：小號角
王國的士兵，有無限多位，代表物是黑桃。

## 精靈學校

#### 咪路的老師
艾瑪老師（配音員：上田敏也（日本）；吳文民（台灣）;陳廷軒(香港)）（樂器：咚咚鼓）
咪路的班導師。喜歡講冷笑話[有一次登上精靈日報]。
坦因老師（配音員：鈴木清信）
咪路的化學老師。
（配音員：李景唐（台灣））（樂器：哨子）
咪路的體育老師。
娜喜老師（配音員：小林優子）
咪路的保健老師(有時咪路看到她會害羞)，也是精靈學校的校醫。
金寶珠老師（配音員：城雅子（日本）；雷碧文（台灣））
咪路的文學老師。好像一直都在生氣。

#### 咪路的同班同學
沛達（配音員：比嘉久美子（日本）；龍顯蕙（台灣）;姜麗儀（香港））
樂器：鐃鈸；甜點：甜甜圈
咪路的朋友。感情豐富，動不動就嚎啕大哭。
曼波 (マンボ, 配音員：根本圭子（日本）；雷碧文（台灣）)
樂器：手風琴；甜點：金平糖
咪路的朋友，愛出風頭，又常常被說遜斃了。有一個溫柔的姊姊叫倫芭。
美美（配音員：菊池泉（日本）；李景唐（台灣）;莎拉 (香港)）
樂器：角笛；甜點：栗子仁
咪路的朋友，精靈世界中的美男子，不過人類似乎不這麼想。自己覺得自己很美，手上總是拿著一朵花，陶醉在自己的美麗之中。安娜是他的青梅竹馬，後來兩人成為情侶。
卡賓（配音員：城雅子（日本）；劉如蘋（台灣）;張雪儀(香港)）
樂器：口琴
經常悲觀思考的精靈。有一次得到「精靈熱」，一種會讓精靈魔法能力失控的病，心裡想的都會成真，也因此造成了人類世界的大災難。，他想到悲觀的事物會講【卡賓】
安娜（配音員：池田千草（日本）；姚敏敏（台灣）;張雪儀(香港)）
樂器：電吉他
咪路班上的模範生，也是精靈學校全年級第1名。住美美家隔壁，是青梅竹馬，在漫畫中會像牛仔一樣用繩子把美美套住，阻止美美去和女生搭訕，然後拉著他回家。遇到美美時講話會不知所措，脾氣變的很暴躁，其實是因為喜歡美美。後來在咪路的幫助之下，和美美變成情侶。
亞琪（配音員：石村知子（日本）；錢欣（台灣））
樂器：響板
愛說八卦的精靈。
英澤（配音員：岩田光央（日本）；吳文民（台灣）;）
樂器：鋼琴
咪路班上的班長。口頭禪是「根據我的估計，…」。他的計算不一定正確。生性喜歡照顧人，所以成為班長。有一次因為班上十分吵鬧，自己加訂了許多校規，緊迫盯著同學，讓同學想逃離他。那時班長被改選為咪路。後來大家終於了解當班長的辛苦，英澤也想起了他想當班長的初衷，最後英澤續任班長。
阿默
樂器：陶笛
沉默寡言無感情的精靈，超級不愛講話。漫畫版跟真田良是搭檔。動畫版從頭到尾沒說過一句話。家住在菲菲隔壁。
麗子（配音員：白倉麻子）
樂器：小提琴
精靈世界的千金大小姐，據說他爸年收10億。
恰伊（配音員：村井每早）
樂器：鑼
喜歡辣的東西，擅長中國功夫。

## 其他角色與主角家人

### 莉露姆家
拉路姆（配音員：園部啟一；李景唐（台灣））
莉露姆的爸爸。和瑪魯莫國王有很深的關係。
莉伊娜（錢欣郁（台灣））
莉露姆的媽媽。
露露姆　蕾露姆　羅露姆
莉露姆的三胞胎妹妹。動畫中未曾登場過，漫畫也只有在附錄裡提過一次。
悠林（配音員：大前茜；劉如蘋（台灣））
樂器：鈴鼓
莉露姆的表姊。曾和惡魯莫團的一郎論及婚嫁，使一郎退出惡魯莫團。但他太關心惡魯莫團，所以又離開悠林。但是，她又跟五郎成為男女朋友。

### 可愛魔法商店
米夢夢（配音員：柚木涼香、中博史(變成人類的樣子)（日本）；雷碧文、李景唐(變成人類的樣子)（台灣））
可愛魔法商店的店長，精靈世界的天才商人，主力商品為各式各樣的道具。有一段時期，為了生孩子而休養。
甜夢夢（配音員：高田由美（日本）；雷碧文（台灣））
米夢夢休養期間的可愛魔法商店代理店長，剛開始十分粗心。擅長製作甜點，莉露姆和阿克米曾向她學習過。米夢夢回來後也持續工作。
卡夢夢（配音員：緒方賢一（日本）；李景唐（台灣））
卡夢夢店的店長，視米夢夢為競爭對手，為搶生意不擇手段，還差點令可愛魔法商店結束營業。後來米夢夢給他狠狠一記教訓，受到報應的他當下被米夢夢伸出援手，卡夢夢店接著亦作為可愛魔法商店的小賣店重新出發。

### 咪路族

#### 第一季
丹塔（配音員：小杉十郎太（日本）；吳文民（台灣））
樂器：聖誕鐘
精靈世界的牙醫，長相類似怪醫黑傑克的黑傑克，喜歡杜鵑老師。第三季再次出現。
天才博士（配音員：小西克幸）
精靈世界的科學家，製造出長得很像咪路的機器人梅卡莫。第三季再度登場，協助修理章魚師，發現章魚師是一具非常精密的機器人。
小麥（配音員：間宮くるみ（日本）；劉如蘋（台灣））
詛咒的精靈，外表為一具稻草人，個性相當開朗。
歐德美（配音員：荒木香惠（日本）；錢欣郁（台灣））
樂器：橫笛
很有女人味的男精靈。亞西吉在畫廊外面看到坐在雕塑上的歐德美後一見鍾情，並且開始了為期短暫的戀愛，直到亞西吉被歐德美的鬍子刮傷臉頰。想法是只要兩人真心相愛，管對方是男的還是女的，但亞西吉因為她是男的所以他怕歐德美【勾勾纏】。一旦興奮就會長出鬍子，而且每次都當場使用電動刮鬍刀修剪。原本的搭檔奈緒美在第一季到巴黎去留學了，因此必須在日本重新找一個搭檔。第三季時和新的搭檔再度出現。
（配音員：笹本優子）
精靈棒球隊的隊長，非常喜歡打棒球。
（配音員：野田順子）
卡洛洛樂器：薩克斯風
骰子精靈，用骰子遊戲幫人解決紛爭。
精靈日報
若葉（配音員：川上倫子）
精靈日報的記者。
若夢（配音員：水橋香織）
精靈日報的攝影師，跑獨家新聞。
七葉（配音員：渡邊真沙子）
精靈日報的記者
精靈日報佔精靈世界評價很高的地位
（配音員：櫻井孝宏）
樂器：大提琴
精靈世界的偵探，幫咪路偵察雪山巧克力雲事件。但他的推理不是很準確的。對結木攝稱呼「同學」。

#### 第二季
亮亮（配音員：神田理江（日本）；劉如蘋（台灣））
樂器：木製長笛
咪路在精靈學校的隔壁班同學，喜歡且擅長打掃的精靈。絕招是「閃閃發亮颱風」。
米蘭（配音員：下野紘（日本）；吳文民（台灣））
樂器：笙
阿克米原本的戀人，非常喜歡阿克米。是個娘娘腔的精靈。
（配音員：清水愛（日本）；劉如蘋（台灣））
樂器：上低音號
真理奈的精靈搭檔，因吵架失散一年，最後靠小楓他們的幫助才找到真理奈。是個路痴。
貼貼（配音員：（日本）；劉如蘋（台灣））
貼紙精靈，蒐集許多特別的貼紙。很失魂
（配音員：的井香織（日本）；劉如蘋（台灣））
和亞美同時間尋找人類夥伴。因為甜夢夢的失誤，後來跟大學生成為伙伴（亞美才會跑到小桃家裡），令該大學生唸書變得不用心。
拜克（配音員：神代知衣）
腳踏車選手。認為比賽就是要贏，為了勝利不擇任何手段。
（配音員：望月久代（日本）；劉如蘋（台灣））
相當美麗，曾經和姆路訂婚，但因成全姆路與帕比而取消。喜歡吃爆米花。

#### 第三季
拉布里（配音員：太田哲治）
樂器：電子鋼琴
精靈世界的美髮師。
（配音員：（日本）；劉如蘋（台灣））
不擅長運動。為了鼓勵人類搭檔阿莉，參加了精靈運動會。咪路也曾經假裝他，因為阿迪奈扭傷了腳
荷茲多（配音員：土田大）
在各種精靈大會做實況轉播的精靈。
哈默（配音員：三輪勝惠）
羅蕾拉的搭檔精靈，在羅蕾拉投河自盡後附身在岩石上。後跟隨羅蕾拉昇天。
倫芭（配音員：石村知子（日本）；雷碧文（台灣））
樂器：排笛
曼波的姊姊，是個溫柔的姊姊。
卡梅里（配音員：生天目仁美（日本）；姚敏敏（台灣））
的同學，擅長做零食泡菜，說話慢吞吞的。
帝斯（配音員：山口勝平）
麵包師傅，經營「歐棉果子店」，過去被妖怪達米亞吸走元神，變成死神。咪路後來打敗了妖怪，但拿了錯的元神回來，不過也因此找到第六顆水晶。
巴巴（配音員：堀內賢雄）
樂器：定音鼓；甜點：布丁
精靈世界的怪盜，擅長變裝。
杜鵑老師（配音員：倖月美和（日本）；姚敏敏（台灣））
甜點：水蒸蛋糕
在「魔法小米路 Golden」（第二季）第13集（第91集）出現，咪路的幼稚園老師，當她稱讚咪路時，咪路會害羞。

#### 第四季
天國長老（配音員：中博史（日本）；李景唐（台灣））
看管天國，是一位和藹可親的老人。貓熊達都叫他「店長」。
亞磨（配音員：中村秀利）（樂器：蘇格蘭琴）
看守地獄之門的精靈，把誤以為能在此許願而美夢成真的精靈抓起來，送入地獄。

### 咕嚕咪族
咕嚕咪族平常住在距離咪路王國非常遙遠的咕嚕咪森林哩，平時不和咪路族來往，族人警覺性很高。
金泰（配音員：野澤雅子（日本）；雷碧文（台灣））（樂器：手拍鼓）
被咕嚕咪族視為英雄，力氣很大，擅長相撲，因為被第一次見面的莉露姆打敗，而喜歡上莉露姆。樂器是手拍鼓。寵物為真沙子，很會折磨人。
安莉（配音員：新谷惠）
珊莉的雙胞胎姐姐。非常膽小，樂器是笛子。
珊莉（配音員：黒田彌生）
安莉的雙胞胎妹妹。非常膽小，樂器是笛子。
達達（配音員：柳瀨洋美）
金泰的弟弟。是個膽小鬼，以前害怕真沙子。擅長打掃，自稱「一隻愛乾淨的浣熊」。
長老（配音員：篠原大作）
咕嚕咪族的長老。

### 蓋亞族
精靈世界的神，擁有強大的力量，領地位於精靈世界某個山洞的最深處，正中央有一座巨木，周邊為五個精靈的居住地，最上方為掌管精靈世界時間的時間神殿。不需樂器就可以使用魔法。雖然說是神，其實跟一般的精靈沒什麼兩樣，但離開領地時，會巨大化。在第一季賜與小楓麥克風，曾經為了誰的點心才好吃而大吵大鬧，還在人類世界產生出無數個名為「不知道」的怪物，最後在南楓、咪路、亞西吉等人的幫助下化解爭吵。
第二季，為了對付宿敵黑達克，選上了正在人類世界修行的咪路、莉露姆、姆路、亞西吉為使者，幫助他們對付黑達克，到了最後決戰，黑達克以自身的邪惡力量企圖毀滅精靈世界，而祂們也率領所有的精靈唸咒阻止，雖然黑達克最終被打倒，但是他生前利用沙織長笛演奏所收集的人類世界邪惡之心卻已經走投無路、全部寄宿在他生前所創造的巨大精靈黑洞裡、而且擴張的更大，此時所有的精靈們已經無法繼續唸咒阻止、也使得祂們在精靈世界毀滅之際逼不得已使出將人類世界與精靈世界完全隔開的魔法，從此兩個世界再也不相連、人類對於精靈的事物也必須全部忘記，不過最後在南楓、結木攝、安純、松竹的禱告下，兩個世界又再度連接。
第四季告訴南楓拯救已完成修行而沒及時趕回精靈世界的咪路的方法，就是讓他想起自己是精靈。
火精靈  小飛（配音員：（日本）；吳文民（台灣））
火屬性精靈。喜歡吃烤番薯。有時會突然很生氣，頭上的火焰會加劇，然後從頭上拿出熱呼呼的烤蕃薯開始吃(旁邊的人會傻眼)。一個超級喜歡吃烤番薯的精靈。
測驗內容：叫咪路他們幫忙烤烤番薯。
形容烤番薯：熱乎乎的烤番薯。
對番薯的要求很大：不能不熟，不能烤久，不能太硬，不能太糊，對番薯有愛心。
解決方法：咪路變出烤番薯車
給咪路得到麥克風的提示是：像火一樣熱，非常單純的東西。
唯一一個會喜怒哀樂的蓋亞族精靈。
水精靈  小酷（配音員：小林希唯（日本）；雷碧文（台灣））
水屬性精靈。喜歡吃麥芽糖。一個怎麼樣説都不會表現出生氣神色的蓋亞族精靈，脾氣好的不得了。頭頂的帽子類似噴泉，有源源不斷的水噴出。生氣是水會噴出很大。
測驗內容：叫咪路他們去幫食人向日葵澆花。
解決方法：咪路變出雨雲
喜歡的點心：麥芽糖。
形容麥芽糖：有點黏卻又不太黏的麥芽糖才叫美味呢
給咪路得到麥克風的提示是：那就是像水一樣，能映出喜和悲的東西。
被咪路説為：長着一副親切的臉，卻有一顆惡魔的心。
土精靈  小咚（配音員：（日本）；李景唐（台灣））
土屬性精靈。喜歡吃肉丸子。一個超級無敵嚴肅而且超級無敵不愛説話的精靈，什麼事最多6個字概過，也因為太嚴肅成為蓋亞族中最好笑的一個精靈。
測驗內容：叫咪路他們挖個N深的洞再埋回去。
解決方法：用勞力
喜歡的點心：肉丸子
給咪路得到麥克風的提示是：像泥土一樣的柔軟，而且還要像土一樣的強韌。
日文中是沉穩而可愛，並非中文中聲音低沉。自然，很能突出蓋亞族雖然為神明卻活潑的性格。
惟一一個不會笑的蓋亞族精靈。
風精靈  小威（配音員：石川靜（日本）；劉如蘋（台灣））
風屬性精靈。喜歡吃雪糕。一個淘氣無比的小孩子，眼睛就是 一圈一圈又一圈，像個近視眼。頭頂是個轉動的風車，蓋亞族中最可愛的精靈。有一個小辮子哦！
測驗內容：叫咪路他們去抓他
解決方法：咪路變出吸塵器
形容雪糕：冰冰涼涼又滑不溜丟。
喜歡的點心：雪糕
給咪路得到麥克風的提示是：那就是像風一樣透明，而且會流動的東西。
日語配音中小威的聲音有點帶娘娘腔，和中文不同。
經典台詞：傻瓜才會聽到“等一下”就停下來唷！！~
惟一一個曾把舌頭露出來的蓋亞族精靈。
恐怕是最搗蛋最小孩最讓人意想不到的神明了
雲精靈  小碧（配音員：松來未祐（日本）；錢欣（台灣））
雲屬性精靈。喜歡吃棉花糖。一個很喜歡笑的精靈，頭髮是雲做的。有時劉海會動，有時不會動。
測驗內容：叫咪路他們在雲中把她找他一根雲做成的頭髮
解決方法：最後是咪路在她自己身上發現的
形容棉花糖：入口即化，是多麼好吃又有趣。
喜歡的點心：棉花糖
給咪路得到麥克風的提示是：就是像雲一樣變化無常，容易移動的東西喔。
最後供在神木下的神殿裏的東西是：眼淚
使用麥克風時念的咒語：咪路咪路噗哩咕哩姆
托魯（配音員：下山吉光（日本）；李景唐（台灣））
精靈世界的樂器師傅，樂器為音叉，他製造出精靈樂器交給蓋亞族配送給剛出生的精靈。由於咪路等人為了持續開啟時間之門不斷跳開門魔法的芝麻開門舞而弄壞了樂器，因此幫他們將樂器修理好並提升為能使用組合魔法。

### 時間精靈
管理時間的精靈們，其根據地時間研究所就位於時間神殿大門側邊的一扇小門裡。
時間爺爺（配音員：北村弘一（日本）；李景唐（台灣））
時間精靈的賢者。時間研究所的所長。
可樂樂（配音員：保志總一朗）
時間精靈的騎士。力氣很大但是個性相當笨拙。
小曆（配音員：早水理沙（日本）；劉如蘋（台灣）；吳小藝（香港））
時間精靈的巫女。喜歡可樂樂，以前被奇克用惡作劇生日禮物捉弄後非常討厭奇克，奇克道歉後她才和他做朋友。
奇克（配音員：坂本千夏（日本）；吳文民（台灣））
時間精靈的魔術師。喜歡小曆，曾偷過精靈時鐘，為了是要讓他回到過去世界，以更換以前送給小曆的惡作劇生日禮物，結果鬧的人類世界時間不正常。
琪姆露
時間精靈的占星術師。生氣時會對別人說教。
貝露
時間精靈的神官。
未來（配音員：小河正史）
時間精靈的詩人。
Watch
時間精靈的僧侶。

### 寵物精靈
孟卡（配音員：比嘉久美子）
咪路的寵物精靈，是一隻飛鼠。可以在空中飛。
（配音員：下山吉光）
亞西吉的寵物精靈，是一隻犰狳。
卓達
亞西吉的寵物精靈，是一頭大象。
卡巴巴（配音員：（日本）；劉如蘋（台灣））
咪路的寵物精靈。很會替人算性格合不合。（台灣版）說話的腔調是台灣國語，稱咪路「頭目」。
（配音員：村井每早）
咪路的寵物精靈。擁有靈敏的嗅覺，但對自己的大鼻子感到羞愧，因為牠的大鼻子是豬鼻子。
（配音員：野澤雅子）
金泰的寵物精靈，會提供好喝的奶給咕嚕咪族人喝。曾中了阿克米的黑魔法而變成黑暗寵物精靈「刺刺真沙子」，不會說話。。
（配音員：村井每早）
原本是結木攝去書局買書時抽獎抽到的一個玩偶。莉露姆用魔法把它變成活的，吃東西會越變越大。本來莉露姆想用魔法讓它恢復原狀，可惜魔法失敗，使得它變得像一條巨龍。
朵拉歐（配音員：下山吉光）
芭拉路的寵物精寵物是一隻恐龍。可以在空中飛，但不會游泳。

### 變成精靈的人類
咪路使用魔法將人類變成精靈的模樣，變成這種模樣之後，人類可以自由往返精靈和人類世界，但是只有24小時的時限。這種魔法只有皇室成員才有辦法使用。背後長出翅膀可以在天空飛翔。平時不可以隨便把人類變成精靈帶到精靈世界，除非有災難、危機，或者是慶祝、婚喪，才可以把人類帶到精靈世界。
精靈南楓（配音員：中原麻衣（日本）；龍顯蕙（台灣）；錢惠玲（香港））
咪路用魔法將南楓變成精靈的模樣。第一季因為有樂器麥克風和馬克杯，可以自由往返精靈和人類世界。因為拯救了古代精靈世界的危機，犧牲了麥克風，從此以後她再也不能自由往返精靈和人類世界。精靈們為了紀念她，在咪路村莊依她的模樣建立糖果女神像。漫畫版跟動畫版的外型並不相同。在漫畫版裡跟精靈們的外型差不多，而且是利用魔法粉，而非魔法。
精靈結木攝（配音員：德本恭敏（日本）；吳文民（台灣）；陳廷軒（香港））
咪路用魔法將結木攝變成精靈的模樣。
精靈安純（配音員：一美（日本）；劉如蘋（台灣）；張雪儀（香港））
咪路用魔法將日高安純變成精靈的模樣。
精靈松竹（配音員：保志總一朗（日本）；李景唐（台灣）；伍博民（香港））
咪路用魔法將松竹香變成精靈的模樣。
精靈沙織（配音員：早水理沙（日本）；姚敏敏（台灣）；莎拉（香港））
瑪魯莫國王用魔法將江口沙織變成精靈的模樣。瑪魯莫國王很喜歡她，所以跟其他角色不同的是她的服裝質感非常高級。漫畫版未出現過。
精靈住田（配音員：吉野裕行（日本））
咪路用魔法將住田光一變成精靈的模樣。動畫版未出現過，只有在廣播劇登場，因此外表不明。
精靈小遙（配音員：雪野五月（日本）；錢欣（台灣）;張雪儀(香港)）
咪路用魔法將森下遙變成精靈的模樣，外表看似蜜蜂。在第四季為了拯救貓熊達而去精靈世界。

### 人類
南紅葉（配音員：村井每早（日本）；姚敏敏（第一季–第三季）→馮嘉德（第四季）（台灣）;張雪儀(香港)）
南楓的媽媽。知道怎樣讓青椒和蒜頭去腥味的方法。
南正高
南楓的爸爸。動畫版未出現過，只在漫畫版出現一次。
松竹太太（配音員：山口由里子）
松竹香的媽媽。松竹集團總裁夫人。
松竹先生（配音員：土田大）
松竹香的爸爸。松竹集團總裁。
友子姊姊（配音員：一美）
松竹香的表姊。
悠太（配音員：川田妙子）
松竹表姊的嬰兒，看得見精靈。有一次被託給松竹和姆路，因為姆路照顧不當，結果大鬧人類世界。
松竹防衛隊（配音員：松林大樹　等（日本）；吳文民　等（台灣））
在松竹家工作的保鑣們。
松竹親衛隊（配音員：根本圭子、久島志帆、三宅華也　等）
喜歡松竹香的女學生們。
住田太太（配音員：大原沙耶香）
住田光一的媽媽。
住田先生（配音員：鈴木琢磨）
住田光一的爸爸。
住田知佳（配音員：久島志帆）
住田光一的雙胞胎妹妹。
住田由佳（配音員：一美）
住田光一的雙胞胎妹妹。
森下太太（配音員：葛城七穗）
森下遙的媽媽。
（配音員：長島雄一（日本）；李景唐（台灣））
城戶悅美的爺爺。是個天才型的煙火師傅。

#### 超自然現象狂熱份子
柴崎葵
不可思議研究社的女隊員。
古田太（配音員：池田千草）
不可思議研究社的男隊員。
大都築隼人（配音員：瀧本富士子）
科學特搜俱樂部（K.T.C）的隊長，也是日高瑞希的死對頭。原本不相信有什麼不可思議的事件，以為一切都可以用科學解釋，因此一開始與日高瑞希為敵，但是在看咪路等精靈施的「一發不可收拾魔法」之後，開始同意有不可思議的事情存在，最後他們跟日高瑞希聯合觀察日高安純身邊的「幽靈」。
嵐大助（配音員：小山田浩子）
科學特搜俱樂部的隊員。
村松敏夫（配音員：大浦冬華）
科學特搜俱樂部的隊員。

#### 學校老師
英文老師（配音員：下山吉光）
小楓學校的英文老師。
體育老師（配音員：熊谷正行）
小楓學校的體育老師。
保健老師（配音員：柚木涼香）
小楓學校的保健老師。

#### 第一季人物
奈緒美（配音員：雷碧文（台灣））
歐德美原本的人類搭檔。最後為了學畫前往巴黎。
理惠（配音員：熊井統子（日本）；錢欣郁（台灣））
亞西吉於第一季離家出走時遇見的搭檔，對亞西吉非常好，稱呼亞西吉為「麥茶精靈」，但是亞西吉因為掛念安純，所以又離開她。
如月輝（配音員：宮田幸季（日本）；李景唐（台灣））
名歌手，非常受大家歡迎，長的很像結木攝。在第一季拍電影時被亞西吉攻擊，頭昏了，結木攝就代替他將電影拍完；在第二季時，曾跟江口沙織同台演出，但被沙織搶盡風頭。
白鳥愛（配音員：村井每早（日本）；姚敏敏（台灣））
名演員。喜歡如月輝，但是在結木攝代替如月輝演戲的期間，因為拍戲的過程太親近結木攝，遭到南楓和日高安純的阻撓。到後面因為安純叫亞西吉幫忙，所以發生了很多『怪事』，最後她受不了了，便決定不拍了，但在結木攝的勸說下，拍完了整部戲。
筒井導演（配音員：鈴木清信）
動畫內的導演，所拍攝的電影非常樸實，深受結木攝喜愛。在第一季拍戲時雖然發生很多『怪事』，但是他覺得越來越有趣，因此在最後決定續拍第二集。
華嚴河原製作人（配音員：高木涉）
動畫內的電視製作人。

#### 第二季人物
福田裕子（配音員：根本圭子）
小楓的同學，排球隊的隊員。跟其中一位劇本擔任名字發音相同。
中村能子（配音員：白倉麻子）
小楓的同學，排球隊的隊員。跟其中一位劇本擔任名字發音相同。
金田二 配音員：梅津秀行
淺賀老師小說中的主角。
赤坂 多惠子（配音員：（日本）；雷碧文（台灣））
2年5班的排球隊隊長，也是躲避球隊隊長。之前還盛氣凌人的對待悅美，後來和好。被小楓叫成「豬排汁多汁」。
淺賀 栗栖（配音員：青野武）
被譽為「擁有七彩腦細胞」的小說家，發行的推理小說深受大家喜愛，因此成为富翁。栗栖小说的結局是結木攝幫他寫完的。房間超亂。
真里奈（配音員：荒木香惠（日本）；雷碧文（台灣））
的人類夥伴，因吵架失散一年，最後靠咪路他們的幫助才找到菲菲。家裡開蛋糕店。

#### 第三季人物
山久保莉（配音員：城雅子（日本）；錢欣郁（台灣））
阿迪奈的人類搭檔。是個田徑選手。
神名一（配音員：櫻井孝宏（日本）；李景唐（台灣））
與南楓同班的男同學。悅美喜歡的人，長的有點像結木攝。是個網球選手。常捉弄悅美，但其實喜歡她。

#### 第四季人物
渡天藏（配音員：梅津秀行）
夏季廟會時的攤販，賣的是棉花糖。因為精靈們吵架，弄亂了他的器材，不過責任卻被推到南楓身上，所以他要南楓幫忙以作為賠償。最後南楓在精靈的幫助下恢復生意，南楓離開前還送她一支棉花糖做為謝禮。
沖田時夫（配音員：河本邦弘）
久米田邦男的朋友，專程從巴黎跑到小楓的學校採訪安純。被安純叫做「蔥‧田蔥夫」。
伊樣布可（配音員：谷口祐貴）
松竹香的游泳教練。外號「人類飛魚製造機」。
夏夕介（配音員：太田哲治）

安倍川磯兵江（配音員：樫井笙人）

### 動畫內電視節目、漫畫作品登場角色

#### 青春高中橄欖球社
熱血青春電視劇。
（配音員：鈴木千尋（日本）；吳文民（台灣））
又譯「捲捲頭老師」，電視劇裡登場的學校老師。名台詞是「One for all！All for one！」。

#### 超能力少年
超能力少年少女一起戰鬥的動畫。原為「超能力少年阿悟」，後來增加為「超能力情侶阿悟和阿滿」。
（配音員：熊井統子→比嘉久美子（日本）；姚敏敏、雷碧文（台灣））
「超能力少年」的主角，「超能力情侶阿悟和阿滿」的男主角。
（配音員：（日本）；姚敏敏（台灣））
「超能力情侶和」的女主角。
耶美拉魯多將軍（配音員：樫井笙人）
「超能力少年」、「超能力情侶阿悟和阿滿」的敵人。擁有變大的能力。

#### 竹輪超人
曾在動畫158話中提及的漫畫。
竹輪超人：該系列漫畫的男主角。為了保護黑輪王國而作戰。
蘿蔔超人：竹輪超人的好朋友，收昆布捲超人為弟子。
昆布捲超人：曾經偷襲過蘿蔔超人，被打敗之後誠心誠意的拜在蘿蔔超人的門下。後來也幫助竹輪超人對抗敵人。不過昆布捲超人，並不曉得竹輪超人認得自己
滷包小姐：應為該系列漫畫的女主角，竹輪超人曾對她說過：「我是身上有洞，又帶點焦的男人...」

#### 小鹿亂撞邱比特
曾在動畫158話中提到的漫畫作品
小鹿亂撞：一興奮起來就會變身，背上還會長出一對翅膀。
黑色納西斯：真面目其實是小孩子。

#### 
類似特攝作品。
（配音員：保志總一朗（日本）；李景唐（台灣））
這個作品的主角。
甜椒超人（配音員：太田哲治）
配角，是的弟弟。能和青椒超人一同使出「雙椒超人必殺技」。
壞章魚（配音員：下山吉光）
這個作品的大壞蛋。非常地弱。
莉加（配音員：神田理江）
這個作品的女主角。一直說「我最喜歡青椒超人了！」。
綠辣椒師傅（配音員：園部啓一）
們的師傅，會在遇上危險時出場。

#### 水桶男
恐怖電影。
水桶男（配音員：古谷貴史→伊藤健太郎）

### 其他
（配音員：小櫻悅子(日本)；錢欣郁（台灣）；吳小藝（香港））
惡魯莫團拜託天才博士製造出的機器人，非常像咪路。之前因為惡魯莫團的脅迫下被裝上邪惡的心臟迴路，而大肆破壞精靈和人類世界，其目的是為了要加罪在咪路身上。他的身體是用精靈世界最硬的金屬做成的，可以反射任何魔法。不過他也是有弱點，如果搔他的腳底，他的心臟迴路就會彈出來。之後他就一直跟天才博士在一起。
波斯拉（配音員：太田哲治）
在小楓居住的城市的野貓。看到牠的精靈都覺得很可怕。

#### 精靈世界生物
時間鳥（配音員：古谷貴史）
會產下時間寶貝球的鳥。經常在各個時空飛翔，經常說「時間到了」。
奇亞龍
常常出現的龍，叫聲很奇特，看起來像海馬。
烏賊（配音員：下山吉光）
常常哭的烏賊。
不知道
長得有點像蛞蝓的奇怪生物，推測為史萊姆，會因蓋亞族精靈們相處不和睦而異常增加，還跑到人類世界來，與精靈不一樣，所以人類可以看到它。
卡拉卡拉大王（配音員：下山吉光）
棲息在精靈世界的大蛇。被它的口水噴到會得卡拉卡拉病，只能發出「卡拉卡拉」的聲音，且一整天不能吃零食。
達米亞（配音員：下山吉光）
棲息在精靈沼澤的生物。會吸走精靈的元神，被吸走的精靈就會變成死神。

## 只在原作登場的角色

### 人類
真田 良
有男孩子一樣的名字和模樣，其實是女孩子。性格豪爽。喜歡結木攝。阿默的搭檔。有兩個哥哥。因為父親是體育老師，每天早上都會全家外出晨跑、練體力。
星野 銀河
轉學到小楓班上的美型男。父母事故身亡，獨自一個人生活。由於他擁有魔力，就算沒有精靈搭檔，也可以看見精靈，有些自戀傾向。被黑達克利用，因為都不與其他人交友，因此讓黑達克認為是否教育錯誤。

### 精靈
長老
咪路之村的長老。
阿魯莫
最初建造了村落的國王。
師父
亞西吉、漢吉、沙西凱的師父。